# Alfred Austin

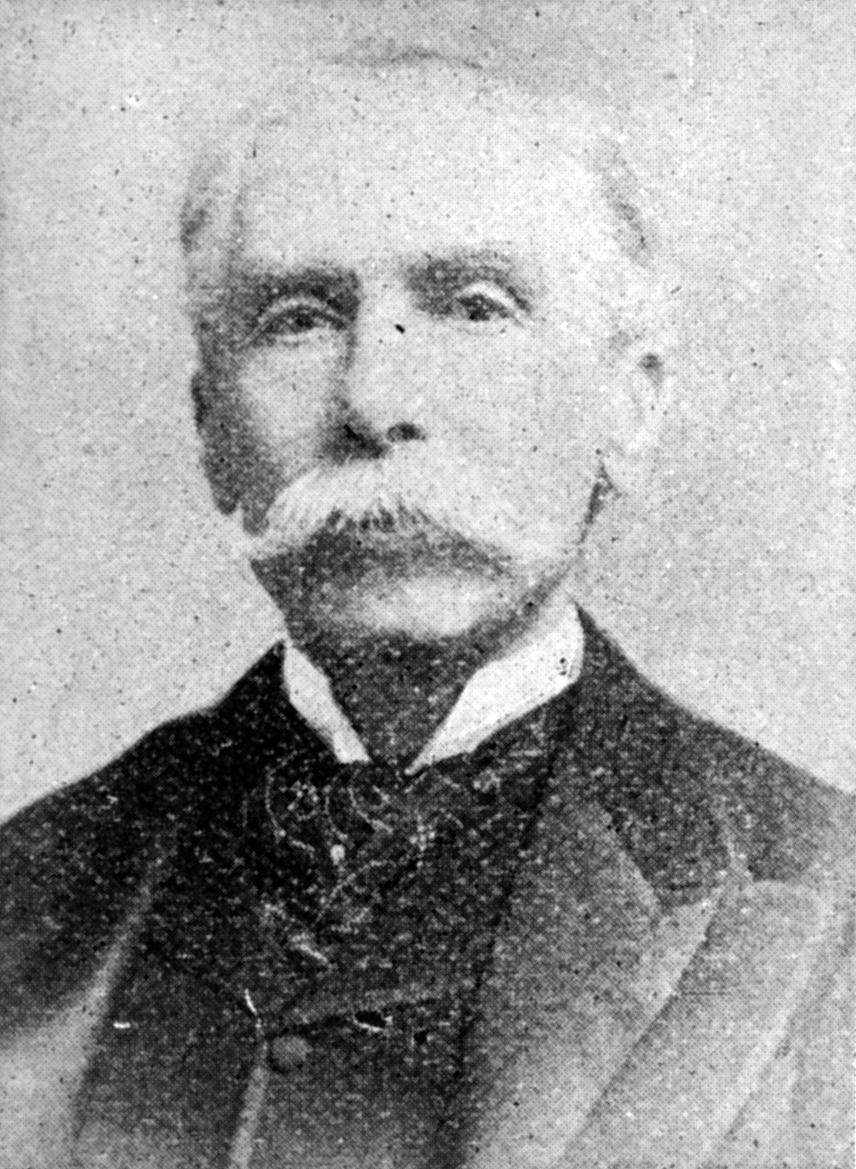
Alfred Austin

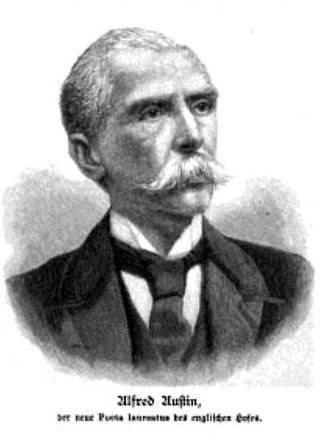
Alfred Austin

Alfred Austin (spr. óßtin.) (* 30. Mai 1835 Headingley bei Leeds; † 2. Juni 1913 in Ashford, Kent) war ein britischer Schriftsteller.

## Leben
Austin war der Sohn des Wollhändlers (englisch Woolstapler) Joseph Austin und dessen Ehefrau Mary (geborene Locke), einer Tochter von William Locke, eines Mineralagenten des Herzogs von Norfolk und des Lords Stourton, sowie eine Schwester von Charles Locke und des Bauingenieurs John Locke. Im Alter von sechs Jahren kam er in eine Tagesschule in Headingley und zwei Jahre später wurde er auf die Saint Edward’s School in Everton geschickt. Er absolvierte einen Teil seiner Schulzeit am Stonyhurst College (Clitheroe, Lancashire) und teilweise auf dem Kontinent. Er studierte Rechtswissenschaften an der University of London und schloss dieses Studium 1853 mit einer Promotion ab. Ein Jahr später wurde er in London als Barrister zugelassen, übte den juristischen Beruf jedoch kaum aus, sondern widmete sich der Literatur und dem Landbau.
In die Literatur hatte sich Austin schon 1854 anonym durch das Gedicht Randolph, das lebhafte Sympathie für Polen ausdrückte, eingeführt. Sein erstes bedeutendes Werk war The season, a satire  (1861, 3. Aufl. 1869), eine Verspottung der fashionabeln Saison Londons, das bedeutende satirische Kraft bewies, von der rigoristischen Presse aber mit Unwillen aufgenommen wurde, worauf Austin alsbald mit dem Pamphlet My satire and its censors  (1861) antwortete.

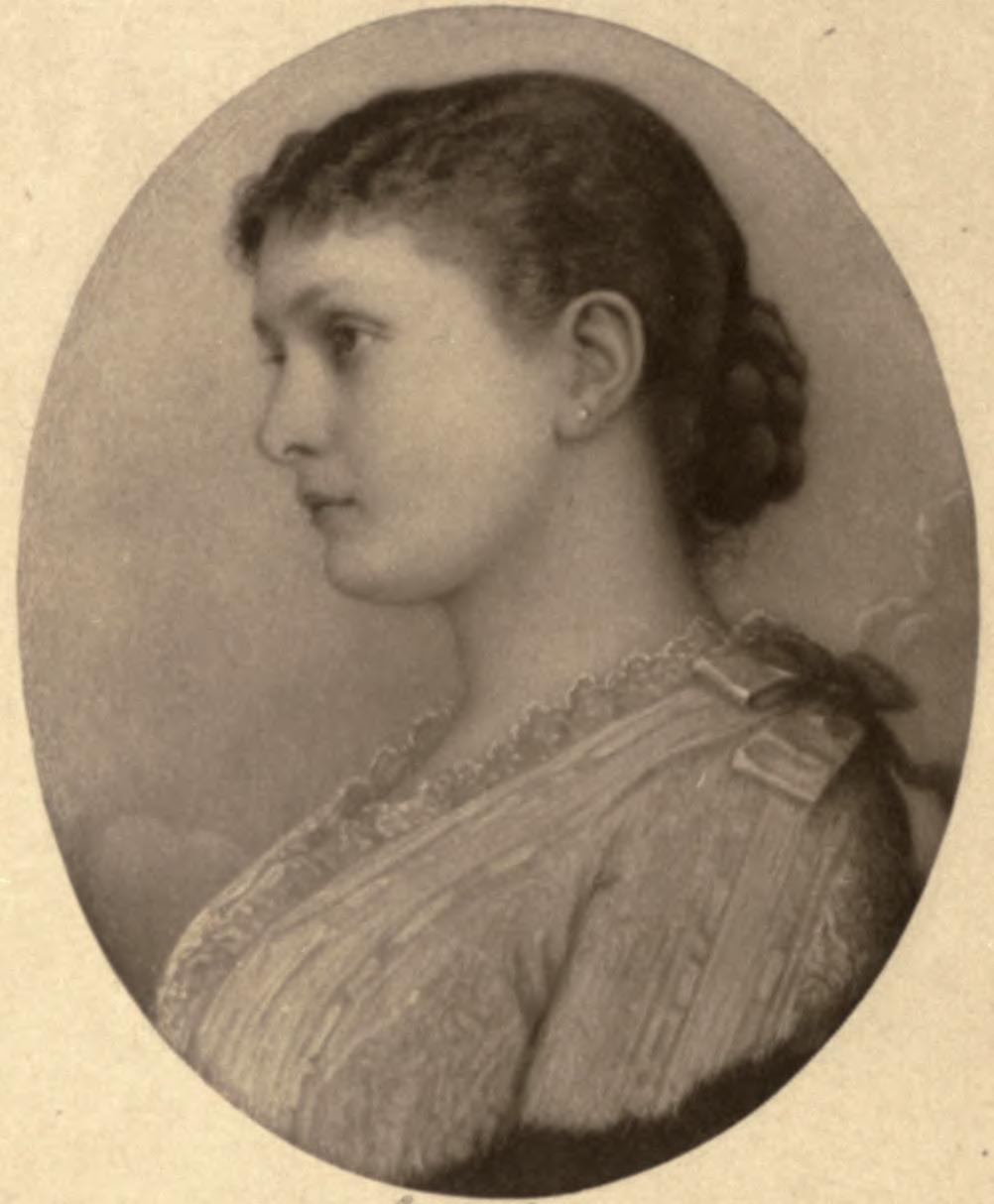
Hester Austin

Im Jahr 1860 beerbte er seinen Onkel Joseph Locke, so dass er sich ganz dem Schreiben und dem Reisen widmen konnte. Er verbrachte eine lange Zeit in Italien und heiratete nach seiner Rückkehr nach England Hester Homan-Mulock, die Tochter eines irischen Landbesitzers. Er war politisch engagiert und wurde als leitender Autor für die rechtsgerichtete Zeitung Standard eingestellt. Als Berichterstatter dieser Zeitung war er während des vatikanischen Konzils in Rom und 1870 bis 1871 für die Dauer des Deutsch-Französischen Kriegs im Hauptquartier des Königs von Preußen. Für die konservative Partei war Austin namentlich während des letzten Orientkriegs ein lebhafter Verteidiger der Politik Disraelis. Er kandidierte zweimal als konservativer Kandidat erfolglos für das Parlament, 1865 für Taunton und 1880 für Dewsbury.
Nachdem er 1861 seine Advokatur aufgegeben hatte, um sich ganz der Poesie zu widmen, gab er 1862 das Gedicht The human Tragedy heraus, das 1874 in völliger Neubearbeitung erschien. Daneben hat Austin eine Menge literarischer Essays verfasst, deren hauptsächlichstes in dem lesenswerten, doch nicht unparteiischen Werk The poetry of the period (1870) gesammelt erschienen.

## Ehrungen
1896 wurde er von Lord Salisbury unter starkem Widerspruch als Nachfolger Alfred Tennysons zum Poet Laureate der Königin Victoria ernannt.

## Werke (Auswahl)
- The golden age. 1871 (eine Satire)
- Interludes. Poems. 1872.
- Madonna’s child. Novel. 1873.
- Five years of it. Novel. 1858.
- An artist’s proof. Novel. 1864.
- Won by a head. Novel. 1865.
- Leszko the bastard. Novel. 1877.
- Vindication of Lord Byron. 2. Ausg. 1869.
- Rome or death. 1873.
- Savonarola. Drama. 1881.